# 横山トンネル (東海道新幹線)
横山トンネル（よこやまトンネル）は滋賀県米原市と長浜市の市境にある東海道新幹線の鉄道専用トンネルである。

## 概要
横山トンネルは、起点が米原市山室、終点が長浜市布勢町、全長1,368 mの東海道新幹線専用の山岳トンネルである。東海道新幹線が開業した1964年（昭和39年）に開通した。起点側から約700 mの地点に米原市と長浜市との行政界があり、同トンネルが貫く丘陵地の尾根となっている。
一帯は横山丘陵が南北に連なり、麓の平地との比高が130 - 150 mあるため、東海道新幹線と概ね並走する東海道本線は、隧道工事と急勾配を避ける目的から蛇行したルートを辿り、横山丘陵の南端を迂回するように敷設されている。
トンネル内は、起点側から入るとほぼ直線に近い緩やかな左カーブを描き、トンネルを抜けた先も緩やかなカーブが続いていることから、トンネル出口の斜面地から西側に向けて新幹線を撮影するスポットとして鉄道ファンに知られている。なお、テレビCMでの使用はJR東海「Don't Stop JAPAN!」（N700S系のデビューを知らせるCM）がその例に挙げられる。

## 名称
本トンネルの起点および終点付近の平地には古墳が点在し、南には中山道が通る古くからの交通の要衝として知られている。トンネル名も、1570年（元亀元年）の姉川の戦いに際して、織田信長が本陣を築いた横山城に由来している。
なお、北北西約2 kmを通る滋賀県道244号線の横山丘陵下には、本トンネルの開通から37年後に共用開始となった新横山トンネル（2002年（平成14年）開通：延長356 m）があるが、「新」が付く理由は本トンネルが先行して共用されたからではなく、峠付近で並行する旧県道の横山隧道（1923年（大正12年）開通：延長164 m、幅員4.5 m、高さ4.4 m。2021年（令和3年）に土木学会選奨土木遺産の認定を受け、2023年（令和5年）に開通100年記念イベントが開かれた）の存在によるものである。

## 周辺
米原市側・長浜市側とも、農地が広がっておりその近隣に集落がある。米原市側は東へ進むと滋賀県道19号線や米原市立山東小学校に、北へ進むと年吉城跡（年吉館跡）・横山城跡・国道365号に至る。長浜市側は北へ進むと滋賀県立長浜農業高等学校や八条山公園に至る。当トンネルから南へやや離れた所にはローザンベリー多和田がある。

### 米原市側
- 山室会館
- 山室湿原[9]
- 名鉄NX運輸米原事業所
- しょうけ塚古墳
- 瀧ヶ谷城跡
- 小倉廃寺跡
- 寶安寺[10]
- 滋賀県道246号大鹿寺倉線
- 米原市コミュニティバス「山室-1」停留所 - 要予約[11]

### 長浜市側
- あいのたにロータス プロジェクト - ハス栽培
- フューチャーリゾート - グランピング施設[12]
- 平等院[13]
- 円立寺[14]
- 春日神社[15]
- 後鳥羽神社[16][17] - 紅葉の名所[17]
- 布勢古墳
- 番所と金太郎 - 西黒田村（現：長浜市）は金太郎（坂田金時）伝承地の1つ[注釈 3][19]
- 北陸自動車道神田PA
- 滋賀県道243号東上坂近江線
- ひょうたんタクシー「布施」停留所 - 要事前登録・予約運行[20]

## 近隣の駅
トンネル付近に駅は設けられていない。米原市側にJR東海道本線近江長岡駅と醒ケ井駅、長浜市側にJR北陸本線坂田駅と田村駅を設けているが、いずれも3.5 km以上離れた所にある。